# Commissaire Léa Sommer

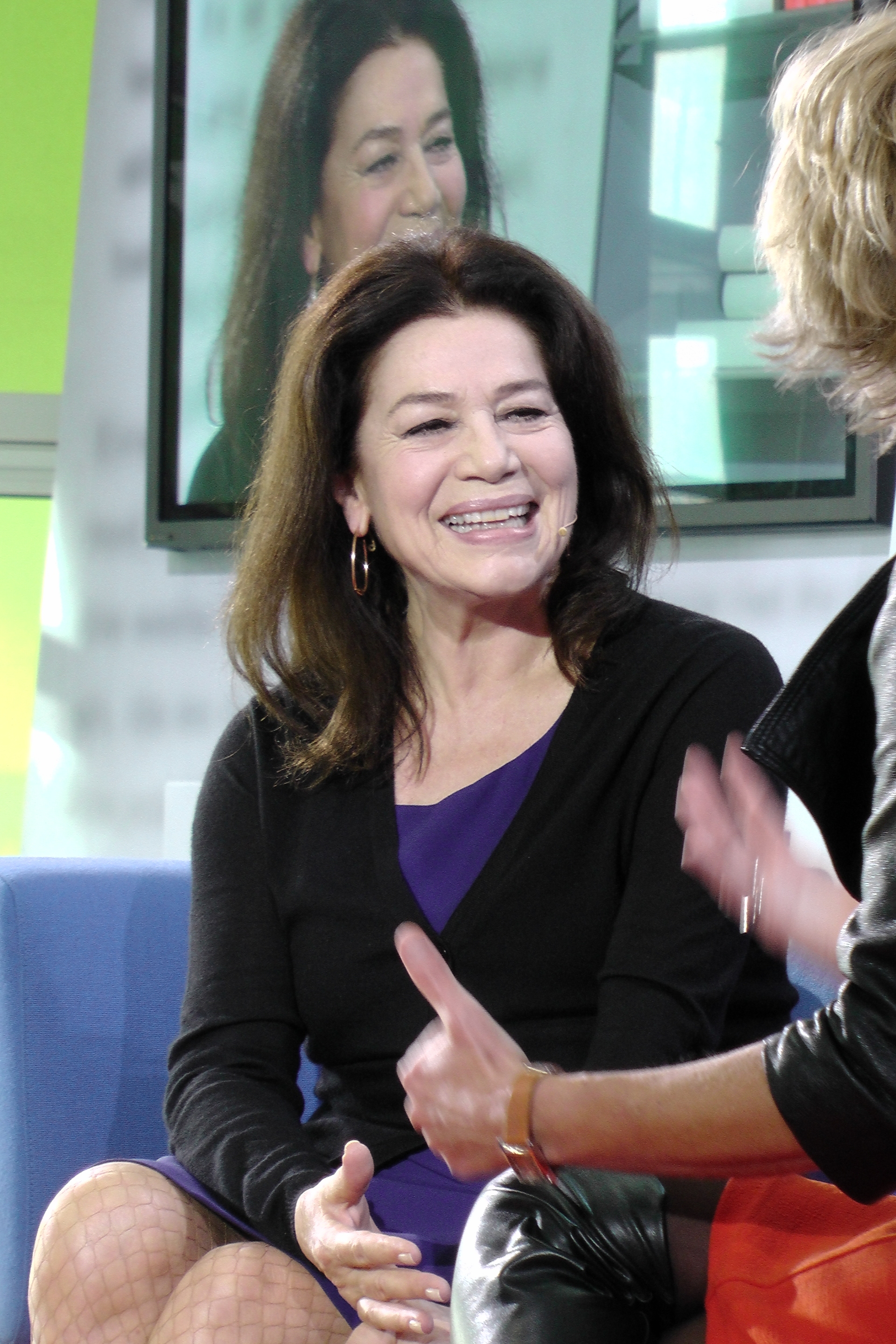

Commissaire Léa Sommer (Die Kommissarin) est une série télévisée allemande de 66 épisodes de 50 minutes créée par Georg Althammer et Hans Joachim Mendig, et diffusée entre le 6 octobre 1994 et le 2 mars 2006 sur Das Erste.
En France, elle est diffusée à partir du 2 août 1999 sur France 2 et RTL9.

## Synopsis
Léa Sommer (Hannelore Elsner) est commissaire au sein de la police criminelle de Francfort-sur- le-Main. Elle est réputée tenace, volontaire, mais aussi impulsive. 
Au départ, son équipe est composée de Henning Burre (Karlheinz Lemken), et du jeune Nick Siegel (Til Schweiger). Celui-ci, au cours de la saison 2, est tué par balle sous les yeux de sa supérieure, profondément touchée par cet événement. Elle n’hésitera pas à tirer sur l’assassin de son jeune collègue. Il est ensuite remplacé par Jan Orlop (Thomas Scharff).
La saison 6 voit également l'arrivée de l'inspecteur Ingo Esser (Walter Renneisen).
Sur le plan privé, Léa Sommer vit seule avec son fils Daniel, qui partira étudier la musique classique aux États-Unis. De manière très récurrente, elle est au téléphone avec son ami Jonathan, visiblement toujours aux quatre coins du monde pour raisons professionnelles. Le rôle de Jonathan n'est jamais vraiment incarné, sinon une ou deux fois, très brièvement et selon les besoins du scénario. 

## Distribution
- Hannelore Elsner : Lea Sommer
- Karlheinz Lemken (de) : Henning Burre (saisons 1-4 et saison 5 épisodes 1-11)
- Walter Renneisen (de) : Ingo Esser (saison 6)
- Thomas Scharff (de) : Jan Orlop (saisons 3-6)
- Til Schweiger : Nick Siegel (saisons 1-2)

## Épisodes

### Première saison (1994)
1. Le Nain au nez long (Zwerg Nase)
2. Le Roi du chocolat (Schokoladenkönig)
3. La Femme de ma vie (Blumen für den Mörder)
4. Erreur de jeunesse (Jugendsünden)
5. Sa majesté (Der King)
6. Le Loup solitaire (Der einsame Wolf)
7. La Chanson d'un ami (Das Lied vom Freund)
8. Les Ombres du passé (Schatten der Vergangenheit)
9. L'Amour filial (Blutsbande)
10. Les Voisins (Böse Nachbarn)
11. Corinna (Corinna)
12. Le Dixième meurtre (Der zehnte Mord)
13. Troisième mi-temps (Tödliches Souvenir)

### Deuxième saison (1995-1996)
1. Mort d'un artiste (Der Tod des Meisterschülers)
2. Derrière les barreaux (Hinter Gittern)
3. L'Accident (Das Amulett)
4. Mauvais réveil (Böses Erwachen)
5. Une vieille connaissance (Ein alter Bekannter)
6. Le Mort dans la cabane (Tod im Gartenhaus)
7. Fête en famille (Familienfest)
8. Danse macabre (Totentanz)
9. Le Nid abandonné (Rabennest)
10. Hold-up (Banküberfall)
11. Nostalgie funeste (Säbelrasseln)
12. Rouge sang (Stierblut)
13. Tempo funèbre (Todesmelodie)

### Troisième saison (1999-2000)
1. Le Photographe (Der Fotograf)
2. La Grande tentation (Die große Versuchung)
3. Amour brûlant (Heiße Liebe)
4. Jugé coupable (Abgestempelt)
5. Les Enfants perdus (Rattenstall)
6. Les Rebelles de la société (Der Tote aus der Wagenburg)
7. Une balle en plein cœur (Herzschuß)
8. Amour et mort (Liebe und Tod)
9. La Fausse victime (Falsche Opfer)
10. Mort d'un chauffeur de taxi (Taximord)
11. L'Eau qui dort (Stille Wasser)
12. Un garçon très tenace (Ein ganz harter Junge)

### Quatrième saison (2001)
1. La Fiancée du tueur (Die Geliebte des Killers)
2. Désir mortel (Tödliches Verlangen)
3. Les Coursiers de la mort (Todeskuriere)
4. Le Concert d'adieu (Abschiedskonzert)
5. Fin amère (Bitteres Ende)
6. La Jeune fille de la forêt (Das Mädchen im Wald)
7. L'Autre face (Tödliche Gier)

### Cinquième saison (2004)
1. Un détail important (Totgesagte leben länger)
2. L'Amour en noir (Schwarze Liebe, roter Tod)
3. Balle mortelle (Tödlicher Treffer)
4. Rêve de bonheur (Der Traum vom Glück)
5. Les Retrouvailles (Der falsche Freund)
6. La Chanson triste (Das traurige Lied)
7. Meurtre à la lanterne rouge (Heißes Grab)
8. Entre mari et maîtresse (Gefährliche Nähe)
9. L'Amie de Léa (Der unsichtbare Feind)
10. La Mort enrubannée (Der Mörder mit dem Schleifchen)
11. La Jeune fille et la mort (Das Mädchen und der Tod)
12. Le Fils illégitime (Das Attentat)
13. Échange d'identité (Rollentausch)
14. La Menace du passé (Gott in Weiß)

### Sixième saison (2006)
1. La Fugitive (Auf der Flucht)
2. Prise d'otage (Der letzte Ausweg)
3. La Fin mortelle d'une chanson (Das tödliche Ende vom Lied)
4. Qui a tué la mariée ? (Wer die Braut erschießt)
5. Meurtre à bord (Tod auf der Main)
6. Une promenade fatale (Das Fest)
7. Le Masque de la mort (Mörderische Zwänge)

## Autour de la série
La série prend place à Francfort-sur- le-Main, tout comme Un cas pour deux. Dans le tout premier épisode, Claus Theo Gärtner, incarnant le détective Matula, fait d’ailleurs une très brève apparition.